# Galégine
La galégine ou 2-(3-méthylbut-2-ényl)guanidine est un composé chimique de formule C6H13N3, qui a été isolé à partir du galéga officinal (Galega officinalis L.). Cette molécule est considérée comme responsable de la toxicité de Galega officinalis. Elle s'est également avérée être la principale cause de toxicité d'une espèce de carex de l'ouest australien (Schoenus asperocarpus).
La galégine a été isolée en 1914 par un pharmacien français, Georges Tanret, spécialiste de chimie végétale. Sa structure moléculaire, très proche d’une molécule simple, la guanidine et très proche de l’urée, fut élucidée en 1923.
Elle a été utilisée dans les années 1920 comme traitement pharmaceutique contre le diabète. Cependant, en raison de sa toxicité, son utilisation a été rapidement supplantée par des alternatives supérieures. La recherche basée sur les effets de la galégine a finalement conduit au développement de la metformine qui est utilisée de nos jours pour le traitement du diabète de type 2.